# Samoa na Mistrzostwach Świata w Lekkoatletyce 2022
Samoa na Mistrzostwach Świata w Lekkoatletyce 2022 – reprezentacja Samoa podczas mistrzostw świata w Eugene liczyła jednego zawodnika.

## Skład reprezentacji

### Mężczyźni
| Zawodnik  | Konkurencja  | Kwalifikacje | Kwalifikacje | Finał | Finał   | Źródło      |
| Zawodnik  | Konkurencja  | Wynik        | Pozycja      | Wynik | Pozycja | Źródło      |
| --------- | ------------ | ------------ | ------------ | ----- | ------- | ----------- |
| Alex Rose | rzut dyskiem | 64,14        | 12. q        | 65,57 | 8.      | [ 1 ] [ 2 ] |